# 1re épreuve de Speedcar Series 2008

La 1re épreuve de la saison 2008 de Speedcar Series, disputée les 25 janvier 2008 et 26 janvier 2008 sur le Dubaï Autodrome, est la 1re épreuve du championnat de Speedcar Series. Cette épreuve ne compte pas pour le championnat : les organisateurs ont préféré privilégier l'acclimatation du championnat aux équipes et pilotes.

## Pilotes engagés
| Écurie                 | no | Pilote            |
| ---------------------- | -- | ----------------- |
| Speedcar Team          | 06 | Ukyo Katayama     |
| Speedcar Team          | 07 | Stefan Johansson  |
| Speedcar Team          | 10 | Gianni Morbidelli |
| Speedcar Team          | 18 | Ananda Mikola     |
| Speedcar Team          | 27 | Jean Alesi        |
| Speedcar Team          | 69 | Johnny Herbert    |
| Phoenix Racing Team    | 08 | Uwe Alzen         |
| Team First Centreville | 17 | Fabien Giroix     |
| Team First Centreville | 71 | Nicolas Navarro   |
| Union Properties       | 20 | David Terrien     |
| Union Properties       | 85 | Hasher Al Maktoum |
| G.P.C. Squadra Corse   | 21 | Mathias Lauda     |

## Qualifications
| Pos | no | Pilote            | Équipe                 | Temps          | Écart    |
| --- | -- | ----------------- | ---------------------- | -------------- | -------- |
| 1   | 10 | Gianni Morbidelli | Speedcar Team          | 1 min 42 s 558 |          |
| 2   | 21 | Mathias Lauda     | G.P.C. Squadra Corse   | 1 min 42 s 590 | +0 s 032 |
| 3   | 20 | David Terrien     | Union Properties       | 1 min 42 s 612 | +0 s 054 |
| 4   | 08 | Uwe Alzen         | Phoenix Racing Team    | 1 min 42 s 747 | +0 s 189 |
| 5   | 27 | Jean Alesi        | Union Properties       | 1 min 42 s 956 | +0 s 398 |
| 6   | 85 | Hasher Al Maktoum | Union Properties       | 1 min 42 s 999 | +0 s 441 |
| 7   | 71 | Nicolas Navarro   | Team First Centreville | 1 min 43 s 099 | +0 s 541 |
| 8   | 07 | Ukyo Katayama     | Speedcar Team          | 1 min 43 s 733 | +1 s 175 |
| 9   | 18 | Ananda Mikola     | Speedcar Team          | 1 min 43 s 863 | +1 s 797 |
| 10  | 15 | Stefan Johansson  | Speedcar Team          | 1 min 44 s 208 | +1 s 722 |
| 11  | 17 | Fabien Giroix     | Team First Centreville | 1 min 45 s 290 | +2 s 732 |
| 12  | 14 | Johnny Herbert    | Speedcar Team          | 1 min 47 s 049 | +4 s 491 |

## Grille de départ de la course 1
| 1re ligne | 1re ligne | 1.Gianni Morbidelli Italie | 2.Mathias Lauda Autriche                |
| 2e ligne  | 2e ligne  | 3.David Terrien France     | 4.Uwe Alzen Allemagne                   |
| 3e ligne  | 3e ligne  | 5.Jean Alesi France        | 6.Hasher Al Maktoum Émirats arabes unis |
| 4e ligne  | 4e ligne  | 7.Nicolas Navarro France   | 8.Ukyo Katayama Japon                   |
| 5e ligne  | 5e ligne  | 9.Ananda Mikola Indonésie  | 10.Stefan Johansson Suède               |
| 6e ligne  | 6e ligne  | 11.Fabien Giroix France    | 12.Johnny Herbert Royaume-Uni           |

## Course 1
| Pos  | no | Pilote            | Écurie                 | Tours | Temps           |
| ---- | -- | ----------------- | ---------------------- | ----- | --------------- |
| 1    | 10 | Gianni Morbidelli | Speedcar Team          | 20    | 34 min 27 s 443 |
| 2    | 08 | Uwe Alzen         | Phoenix Racing Team    | 20    | +8 s 364        |
| 3    | 21 | Mathias Lauda     | G.P.C. Squadra Corse   | 20    | +9 s 842        |
| 4    | 20 | David Terrien     | Union Properties       | 20    | +10 s 577       |
| 5    | 85 | Hasher Al Maktoum | Union Properties       | 20    | +17 s 795       |
| 6    | 27 | Jean Alesi        | Speedcar Team          | 20    | +21 s 701       |
| 7    | 71 | Nicolas Navarro   | Team First Centreville | 20    | +33 s 738       |
| 8    | 07 | Stefan Johansson  | Speedcar Team          | 20    | +42 s 365       |
| 9    | 69 | Johnny Herbert    | Speedcar Team          | 20    | +59 s 704       |
| Abd. | 18 | Ananda Mikola     | Speedcar Team          | 10    |                 |
| Abd. | 06 | Ukyo Katayama     | Speedcar Team          | 7     |                 |
| Np.  | 17 | Fabien Giroix     | Team First Centreville |       |                 |

Meilleur tour :  David Terrien (1 min 42 s 308 au 17e tour).

## Grille de départ de la course 2
| 1e ligne | 1e ligne | 1.Stefan Johansson Suède     | 2.Nicolas Navarro France                |
| 2e ligne | 2e ligne | 3.Jean Alesi France          | 4.Hasher Al Maktoum Émirats arabes unis |
| 3e ligne | 3e ligne | 5.David Terrien France       | 6.Mathias Lauda Autriche                |
| 4e ligne | 4e ligne | 7.Uwe Alzen Allemagne        | 8.Gianni Morbidelli Italie              |
| 5e ligne | 5e ligne | 9.Johnny Herbert Royaume-Uni | 10.Ananda Mikola Indonésie              |
| 6e ligne | 6e ligne | 11.Ukyo Katayama Japon       | 12.Fabien Giroix France                 |

## Course 2
Profitant de la règle stipulant l'inversion de la grille de départ compte tenu des huit meilleurs de la première course, Stefan Johansson part en pole position devant Nicolas Navarro. À l'extinction des feux, Nicolas Navarro prend l'ascendant sur le pilote suédois, parti de l'extérieur, et donc ne bénéficiant pas de l'avantage de la position de départ. Au premier virage, plusieurs pilotes dont David Terrien et Uwe Alzen partent au large et perdent de nombreuses places. Dans le peloton, plusieurs accrochages ont lieu à l'épingle du circuit, provoquant l'abandon de Terrien. Également impliqué dans l'incident, Morbidelli repart dernier, mais en verve après son succès lors de la première course, il passe de nombreux protagonistes au fil de la course.
À l'entame du troisième tour, Navarro et Alesi mènent la danse, avec 3 secondes d'avance sur Lauda, Mikola, Katayama et Alzen. Trois abandons sont à déplorer en ce début de course: Terrien et Herbert au premier tour, puis le poleman par défaut Johansson au second tour.
À l'issue du troisième tour, surpris par le blocage des pneus de Navarro, Alesi manque de percuter la monture du n°70 et sort de la piste, laissant échapper quelques longueurs sur le leader. Mais il ne profitera pas assez longtemps de sa place de dauphin: il doit abandonner lors de ce même tour, de même pour Ananda Mikola, pourtant 4e lors de son abandon, après avoir endommagé sa roue avant droite à la suite d'un choc avec Hasher Al Maktoum.
Au cinquième tour, Morbidelli se trouve déjà en troisième position: il dépasse Fabien Giroix, puis profite de l'accrochage entre Katayama et Lauda et des abandons successifs d'Alesi et Mikola pour grappiller quelques places supplémentaires. À ce stade de la course, seuls sept pilotes en encore en lice pour la victoire. Lors des tours suivants, de nombreux dépassements eurent lieu dans le peloton, dont Fabien Giroix remontant quatrième au détriment de Lauda et Al Maktoum. Mais à cinq tours du terme de la course, les pneumatiques de Giroix sont très abimés et perdent au fur et à mesure de l'adhérence. Il part en tête-à-queue à deux reprises.
A trois tours de la fin de la course, Uwe Alzen est disqualifié pour conduite dangereuse. Ce qui permet à Morbidelli de prendre la deuxième place. En tête depuis le début de la course, Nicolas Navarro perd son train arrière, éclatant sa roue arrière droite. Sérieusement endommagé, la voiture de Navarro ne peut répondre aux commandes du pilote français: Navarro laisse échapper la victoire en toute fin de course. Le lauréat de la course s'appelle Gianni Morbidelli. Revenu en tête de course comme un damné, se faufilant dans le peloton, il bénéficie des différentes circonstances, dont l'élimination de plusieurs favoris à la victoire pour s'acquérir du sésame de la première place de la deuxième course de Dubaï. Derrière l'Italien, les écarts se sont considérablement agrandis: Lauda termine second à 8 secondes et Hasher Al Maktoum complète le podium à 14 secondes. Longtemps sur le podium virtuellement, Fabien Giroix finit quatrième à 48 secondes.
| Pos  | no | Pilote            | Écurie                 | Tours | Temps           |
| ---- | -- | ----------------- | ---------------------- | ----- | --------------- |
| 1    | 10 | Gianni Morbidelli | Speedcar Team          | 20    | 34 min 40 s 616 |
| 2    | 21 | Mathias Lauda     | G.P.C. Squadra Corse   | 20    | +7 s 864        |
| 3    | 85 | Hasher Al Maktoum | Union Properties       | 20    | +17 s 148       |
| 4    | 17 | Fabien Giroix     | Team First Centreville | 20    | +48 s 196       |
| 5    | 06 | Ukyo Katayama     | Speedcar Team          | 20    | +1 min 21 s 795 |
| 6    | 71 | Nicolas Navarro   | Team First Centreville | 17    | +3 tours        |
| Dsq. | 08 | Uwe Alzen         | Phoenix Racing Team    | 17    |                 |
| Abd. | 18 | Ananda Mikola     | Speedcar Team          | 3     |                 |
| Abd. | 27 | Jean Alesi        | Speedcar Team          | 3     |                 |
| Abd. | 07 | Stefan Johansson  | Speedcar Team          | 2     |                 |
| Abd. | 69 | Johnny Herbert    | Speedcar Team          | 1     |                 |
| Abd. | 20 | David Terrien     | Union Properties       | 1     |                 |

Meilleur tour :  Uwe Alzen (1 min 42 s 390 au 7e tour).